# Gittereichtheorie
Eine Gittereichtheorie ist eine Eichtheorie, die auf einer diskreten Raumzeit definiert wird. Gittereichtheorien gehören zu den wenigen Möglichkeiten, nicht-störungstheoretische Berechnungen in Quantenfeldtheorien anzustellen.
Besondere Bedeutung erlangte die Methode im Rahmen der Quantenchromodynamik (QCD). Weil die Gitterregularisierung eine nicht-störungstheoretische Regularisierung ist, kann man in Gittereichtheorien auch Berechnungen für niedrige Energien durchführen, die für die Störungstheorie nicht zugänglich sind. Dadurch lassen sich u. a. die Massen von Hadronen, d. h. gebundenen Quarkzuständen, von thermodynamischen Größen oder von wichtigen topologischen Anregungen (Monopole, Instantonen und Solitonen) untersuchen.
Neben der QCD werden auch andere Eichtheorien und Spinsysteme auf dem Gitter untersucht, insbesondere solche mit nichtabelscher Eichgruppe (allgemeine Yang-Mills-Theorien analog zur QCD).

## Idee
Die Grundidee ist, durch Einführen eines minimalen Abstandes in Raum und Zeit (siehe Minkowski-Raum) die Theorie zu regularisieren, sodass bei hohen Energien keine Divergenzen mehr auftreten. Dieser minimale Abstand entspricht einer Abschneideenergie (engl. Cut Off) im Impulsraum. Eine stete Verkleinerung des minimalen Gitterabstandes entspricht dem Übergang zur ursprünglichen Theorie im kontinuierlichen Raum durch Entfernen der höchsten Energien im Impulsraum.
Um Simulationen von Gittereichtheorien auf Computern zu ermöglichen, wird in der Regel zusätzlich eine Wick-Rotation ausgeführt, wodurch man zum Euklidischen Raum übergeht. Dann existiert eine Verwandtschaft zur statistischen Physik, und es kann das mächtige Werkzeug der Monte-Carlo-Simulation herangezogen werden. Eine mögliche Alternative ist die Simulation auf einem Quantencomputer.

## Formulierung
Die 1974 von Kenneth Wilson eingeführte Gittertheorie der Quantenchromodynamik diskretisiert die Wirkung der QCD auf einem vierdimensionalen kubischen Gitter {\displaystyle \Lambda (a)} mit Gitterabstand {\displaystyle a}. Ein wichtiges Prinzip bei Wilsons Konstruktion dieser Gittertheorie ist, dass ihre Wirkung auch bei endlichem Gitterabstand explizit eichinvariant ist. Des Weiteren ist die Wilson-Wirkung so gewählt, dass sich im Grenzwert {\displaystyle a\rightarrow 0} die Kontinuumswirkung ergibt. Üblicherweise betrachtet man die Formulierung für den Eichsektor separat von derjenigen für Fermionen, da die Übertragung der chiralen Symmetrie der Fermionfelder auf das Gitter ein eigenes Problem darstellt.

### Reine Eichtheorie
Für die Diskretisierung der Yang-Mills-Wirkung, die die Dynamik der Eichbosonen beschreibt, definiert man Linkvariablen {\displaystyle U_{\mu }}, welche benachbarte Gitterpunkte verbinden (Englisch link):
{\displaystyle U_{\mu }=\exp \left(iaA_{\mu }\left(n+{\frac {\hat {\mu }}{2}}\right)\right).}
Hierbei sind
- die Eichfelder {\displaystyle A_{\mu }} Elemente der adjungierten Darstellung der Algebra der Eichgruppe der QCD, SU(3)
- die Linkvariablen {\displaystyle U_{\mu }} Elemente der Eichgruppe, also SU(3)-Matrizen, die jeweils zwei benachbarte Gitterpunkte verbinden; im Sinne der Differentialgeometrie können sie als endlicher Paralleltransport aufgefasst werden.

Der Eichfeldanteil der Wirkung {\displaystyle S} lässt sich nun als die Spur über geschlossene Schleifen von Linkvariablen darstellen. Jede Spur über solche Wilson-Loops ist eichinvariant. Eine einfache Eichwirkung kann daher geschrieben werden als:
{\displaystyle S_{G}[U]={\frac {2}{g^{2}}}\sum _{n\in \Lambda }\sum _{\mu <\nu }\operatorname {Re} \;\operatorname {tr} \left(1-U_{\mu \nu }^{(4)}(n)\right).}
Hierbei sind die {\displaystyle U_{\mu \nu }^{(4)}} (die Plaketten-Variablen) definiert als die zu kleinsten geschlossenen Rechteck-Schleifen gehörigen Größen:
{\displaystyle U_{\mu \nu }^{(4)}(n)=U_{+\mu }(n)U_{+\nu }(n+{\hat {\mu }})U_{-\mu }(n+{\hat {\mu }}+{\hat {\nu }})U_{-\nu }(n+{\hat {\nu }})\,,}
analog zur Geometrie eines Quadrats, das z. B. bei positivem Umlaufsinn durch die vier Zahlen 1, 2, 3 und 4 indiziert wird.
Statt der Kopplungskonstante {\displaystyle g} benutzt man häufig die inverse Eichkopplung {\displaystyle \beta ={\frac {6}{g^{2}}}\,.}
Da die Form der Wirkung nur durch den Kontinuumslimes {\displaystyle a\rightarrow 0} festgelegt ist, ist die oben angegebene Eichwirkung, die Wilson- oder Plakett-Wirkung, nicht eindeutig, sondern kann modifiziert werden durch Terme, die im Kontinuumslimes verschwinden. Diese Beobachtung wird verwendet, um verbesserte Wirkungen mit einer schnelleren Kontinuumsannäherung zu konstruieren.

### Fermionen auf dem Gitter
Während die Linkvariablen jeweils zwei Gitterpunkte verbinden, sind die Fermionfelder auf diesen Punkten definiert. Dadurch lassen sich eichinvariante Kombinationen der Form {\displaystyle \psi (x)U_{\mu }(x)\psi (x+{\hat {\mu }})} mit {\displaystyle x/a\in \Lambda } bilden, die als Bausteine der diskretisierten kovarianten Ableitung verwendet werden können.
Ersetzt man nun die Ableitungen in der Dirac-Wirkung durch endliche Differenzen, so erhält man eine naive Diskretisierung der Theorie, die nicht nur ein einzelnes Fermion beschreibt, sondern sechzehn ({\displaystyle 2^{d}} mit {\displaystyle d=4} für die Anzahl der Dimensionen). Dieses Phänomen ist als Dopplerproblem bekannt und hängt zusammen mit der Realisierung der chiralen Symmetrie auf dem Gitter. In der Tat besagt das Nielsen-Ninomiya-Theorem, dass auf dem Gitter kein Dirac-Operator mit korrektem Kontinuumslimes gleichzeitig dopplerfrei, lokal, translationsinvariant und chiral-symmetrisch sein kann.
Um das Dopplerproblem physikalisch korrekt zu berücksichtigen, werden verschiedene Arten der Fermiondiskretisierung verwendet, die im Folgenden beschrieben werden.

#### Wilson-Fermionen
Zur Beseitigung der Doppler kann man weitere Terme in die Wirkung einbinden, die den unphysikalischen Fermionmoden eine zusätzliche Masse verleihen. Beim Bilden des Kontinuumslimes entkoppeln die so entstehenden Dopplermoden von der Theorie, da ihre Masse {\displaystyle \sim 1/a} divergiert. Dies ist der Ansatz der Wilson-Fermionwirkung:
{\displaystyle S_{F}[\psi ,{\bar {\psi }},U]=a^{4}\sum _{f=1}^{N_{f}}\sum _{n\in \Lambda }\left({\bar {\psi }}^{f}(n)\sum _{\mu =\pm 1}^{\pm 4}(1-\gamma _{\mu }){\frac {U_{\mu }(n)\psi ^{f}(n+{\hat {\mu }})}{2a}}+\left(m^{f}+{\frac {4}{a}}r\right){\bar {\psi }}^{f}(n)\psi ^{f}(n)\right)\,,}
wobei
- f  den Flavour-Freiheitsgrad der Fermionen bezeichnet
- r als Vorfaktor vor dem neu eingeführten Wilson-Term frei gewählt werden kann.

Für r=0 erhält man die ursprünglichen naiv diskretisierten Fermionen mit Dopplern, während für die übliche Wahl r=1 die Doppler wie oben beschrieben beseitigt werden.
Bei endlichem a ist jedoch durch den Wilson-Term die chirale Symmetrie explizit gebrochen und wird erst im Kontinuumslimes wieder hergestellt. Eine praktische Konsequenz ist, dass die Gitterartefakte anders als für andere Wirkungen schon in linearer Ordnung des Gitterabstandes auftreten.
Um dieses Problem zu beheben, werden in numerischen Simulationen fast ausschließlich verbesserte Wirkungen verwendet. Am weitesten verbreitet sind hierbei die clover fermions, für die ein weiterer Term zur Wirkung hinzugefügt wird, dessen freier Parameter so gewählt werden kann, dass die führenden Gitterartefakte eliminiert werden. Daneben werden auch Wilson-Fermionen mit einem modifizierten Massenterm unter dem Namen twisted mass fermions verwendet.

#### Staggered-Fermionen
Neben den Wilson-Fermionen werden insbesondere die Staggered-Fermionen (engl. staggered fermions) verwendet. Diese nutzen eine Spindiagonalisierung, um die Anzahl der Doppler um einen Faktor 4 zu reduzieren.
Um eine Theorie mit genau einer Fermionart zu beschreiben, muss ein theoretisch umstrittenes Verfahren angewandt werden, das als rooting bekannt ist.

#### Chirale Fermionen
In der Kontinuumstheorie erfüllt der Dirac-Operator D einer chiral-symmetrischen Theorie die Beziehung {\displaystyle \{D,\gamma _{5}\}=0\,,} wobei γ5, wie auch D, aus der Dirac-Theorie als bekannt vorausgesetzt werden sollen. Der Wilson-Term bricht diese Symmetrie explizit. Dies lässt sich jedoch umgehen durch eine abgeschwächte Definition chiraler Symmetrie auf dem Gitter:
{\displaystyle \{D,\gamma _{5}\}aR\to a{\frac {1}{2}}(D\gamma _{5}R+R\gamma _{5}D)},
wobei R ein lokaler Gitteroperator ist.
Das Verhalten ~ a führt zu einer effektiven Glättung des störenden Terms ~ 4/a des Wilson'schen Funktionals.
Durch diese Ersetzung erhält man den Overlapoperator, und aus der Wilson-Gleichung entsteht die Ginzparg-Wilson-Gleichung. Neben exakten Lösungen gibt es auch eine Reihe gebräuchlicher Fermionen, deren Diracoperator die Ginsparg-Wilson-Gleichung nur näherungsweise erfüllt. Die bekanntesten sind die Domain-Wall-Fermionen, die (im Falle unendlicher Ausdehnung einer fünften Dimension) dem Overlapoperator entsprechen. In praktischen Simulationen bleibt diese Dimension jedoch stets endlich.

#### Alternative Formulierungen
Die zuvor genannten Diskretisierungen stellen die am häufigsten verwendeten Methoden dar, Fermionen auf dem Gitter zu behandeln. Daneben gibt es weitere, wie etwa die Fermionen mit minimaler Dopplung (minimally doubled fermions), die über eine Modifizierung der Gittergeometrie eine Minimierung des Dopplerproblems erreichen.
Eine weitere Variante ist die Brechung der Translationsinvarianz durch die Einführung einer zusätzlichen Dimension, wie es bei den Domain-Wall-Fermionen geschieht.

### Zusammenhang von physikalischen Größen mit Simulationsparametern
In einer Gitter-QCD-Simulation kann man eine Reihe von Parametern einstellen: die Anzahl der Gitterpunkte in räumlicher und zeitlicher Richtung, die Gitterkopplung {\displaystyle \beta } sowie ggfs. Quarkmassenparameter und Parameter, die zur theoretischen Verbesserung des Kontinuumsverhaltens führen. Um ein solches „Setup“ aus dimensionslosen Zahlenangaben in physikalische Einheiten zu übersetzen, d. h. um dimensionsbehaftete Größen wie den Gitterabstand (in fm) oder Hadronmassen (in MeV/c2) zu erhalten, müssen ausgewählte physikalische Objekte (wie die Masse oder Zerfallskonstante des Pions) zur Setzung der Skala fixiert werden. Alle weiteren berechneten Größen sind dann Vorhersagen der Gitter-QCD zu den gegebenen Parametern.
Dabei wächst die benötigte Computerleistung mit sinkender Masse, so dass das Erreichen physikalischer Quarkmassen ohne weitere Extrapolation nach wie vor einen enormen Aufwand bedeutet und nicht mit allen Fermiondiskretisierungen erreicht worden ist. Darüber hinaus gilt es, die systematischen Effekte unter Kontrolle zu halten, die durch die Extrapolation zu verschwindendem Gitterabstand und unendlichem Volumen bedingt sind.
Die asymptotische Freiheit der QCD stellt mit ihrem Fixpunkt im Fluss der Kopplungskonstante sicher, dass der Kontinuumslimes {\displaystyle a\rightarrow 0} für verschwindende Kopplung ({\displaystyle g\rightarrow 0} bzw. {\displaystyle \beta \rightarrow \infty }) erreicht wird.

## Entwicklung
Als eigentliche Geburtsstunde der Gitter-QCD gilt heute die Veröffentlichung der Arbeit  des Physikers Kenneth Wilson im Jahre 1974, die sehr bald zum Kernbereich des damaligen Forschungsstandes zählte und eine rapide Entwicklung der Methode auslöste.
Die Methode der Gitter-QCD ist analog zu speziellen Spinmodellen, die 1971 in festkörpertheoretischem Zusammenhang von Franz Wegner aufgestellt wurden. Diese Gitter-Spinmodelle zeichnen sich, wie in der QCD, durch eine lokale Eichinvarianz und durch einen zur Eichfeldenergie analogen Term aus.
Obwohl die Quantenchromodynamik ein Hauptanwendungsgebiet der Gittereichtheorie ist, gibt es selbst in der Hochenergiephysik Untersuchungen mit Gittermethoden, die über die QCD hinausgehen, z. B. zum Higgs-Mechanismus.
Für die QCD selbst hat sich u. a. ein an der Universität Regensburg zentrierter größerer Verbund gebildet, der Aktivitäten vieler in Deutschland (und Norditalien) führender Forschungsplätze bündelt und mit einem speziellen Hochleistungsrechner, QPACE, auf vorhandene Erfahrungen (siehe QCDOC in der englischen Wikipedia) und ein zukunftsweisendes Konzept zurückgreifen kann.

## Ausgewählte Ergebnisse

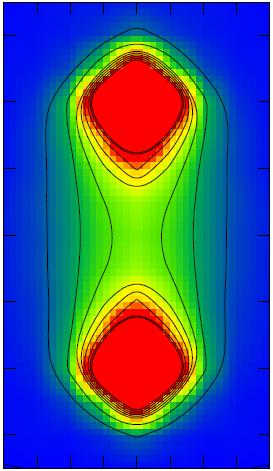
Darstellung eines Mesons in einer Gitter-QCD Simulation. (Aus M. Cardoso et al.)

Ein Vorteil von Simulationen von Gittereichtheorien ist, dass vor allem eichinvariante Größen zugänglich sind. Dies führte zu einer Berechnung aller Meson- und Baryon-Grundzustände, die Up-, Down- oder Strange-Quarks enthalten, so dass die Massen zum Beispiel der Nukleonen mit Genauigkeiten von 1 bis 2 Prozent berechnet wurden (Budapest-Marseille-Wuppertal-Kollaboration 2008). Dabei dienten drei Hadronmassen (darunter Pion, Kaon) zur Festlegung der Isospin-gemittelten Massen von (u,d,s) Quarks und der Gesamtenergieskala. Die fehlerkontrollierte Berechnung war das Ergebnis von jahrzehntelanger weltweiter Entwicklung der Methoden der QCD-Gittereichtheorie, sowohl von theoretischer Seite als auch von Seite der Algorithmen und Supercomputer. Die genauere Analyse, wie sich die Nukleonmassen auf einzelne QCD-Beiträge aufteilen gelang 2018: auf Quarkbeiträge gehen nur rund 9 Prozent zurück, ein Drittel auf die Bewegungsenergie der eingesperrten Quarks, der Rest auf Gluonenbeiträge. Ein typisches Resultat (siehe die Grafik) zeigt, dass in einem Meson nicht nur die Teilchen, Quarks und Antiquarks, sondern auch die „Flussschläuche“ der Gluonen-Felder wichtig sind.
Mit solchen Rechnungen lassen sich auch kollektive Effekte studieren, die mit dem Confinement-Phänomen in Zusammenhang stehen könnten. Dies können z. B. topologische Anregungen wie Instantonen, Monopole und Solitonen, oder Perkolationseffekte des Zentrums der Eichgruppe sein.
Es lassen sich auch Berechnungen der QCD bei hohen Temperaturen durchführen, um den Übergang in das Quark-Gluon-Plasma zu studieren, der in Experimenten an Teilchenbeschleunigern oberhalb von etwa 1,2×1012 Kelvin gemessen wurde.